# István Szabó (Kanute)
István Szabó (* 15. Juni 1950 in Budapest) ist ein ehemaliger ungarischer Kanute.

## Erfolge
István Szabó nahm an drei Olympischen Spielen teil. Bei seinem Olympiadebüt 1972 in München gehörte er zum ungarischen Aufgebot im Vierer-Kajak über 1000 Meter, mit dem er nach Rang sechs im Vorlauf einen Sieg im Hoffnungslauf schaffte. Ein dritter Platz in ihrem Halbfinallauf reichte schließlich für den Einzug ins Finale, das die Ungarn auf dem sechsten Platz abschlossen. Vier Jahre darauf in Montreal trat Szabó mit Zoltán Bakó im Zweier-Kajak auf der 1000-Meter-Strecke an. Sie gewannen ihren Vorlauf und belegten im Halbfinale Platz zwei, womit sie sich für den Endlauf qualifizierten. In diesem überquerten sie nach 3:30,36 Minuten hinter den siegreichen Serhij Nahornyj und Uladsimir Ramanouski aus der Sowjetunion sowie Joachim Mattern und Bernd Olbricht aus der DDR als Dritte die Ziellinie und gewannen die Bronzemedaille. Bei den Olympischen Spielen 1980 in Moskau startete er mit István Joós ebenfalls auf der 1000-Meter-Distanz und zog nach zweiten Plätzen in den Vor- und Halbfinalläufen ins Finale ein. Dort mussten sie sich mit einer Rennzeit von 3:28,49 Minuten Uladsimir Parfjanowitsch und Sergei Tschuchrai aus der Sowjetunion geschlagen geben, womit die beiden die Silbermedaille gewannen. Dritte wurden die Spanier Luis Gregorio Ramos und Herminio Menéndez.
Bei Weltmeisterschaften gewann Szabó insgesamt 16 Medaillen. Seine erste Medaille sicherte er sich 1970 in Kopenhagen mit Bronze im Vierer-Kajak auf der 1000-Meter-Strecke. 1971 wiederholte er in Belgrad im Vierer-Kajak über 1000 Meter den Gewinn der Bronzemedaille und wurde außerdem mit der 4-mal-500-Meter-Staffel im Einer-Kajak Weltmeister. Ein Jahr darauf belegte er in Tampere mit der Staffel den zweiten Platz. Auf der 1000-Meter-Strecke folgte 1974 in Mexiko-Stadt zusammen mit Zoltán Bakó der nächste Titelgewinn. Zudem gewann er im Vierer-Kajak über 10.000 Meter Silber. 1975 in Belgrad wurden Szabó und Bakó auch über 10.000 Meter Weltmeister. Bei den Weltmeisterschaften 1977 in Sofia gewannen Szabó und Bakó über 1000 Meter die Gold- und über 10.000 Meter die Silbermedaille. Ein Jahr später sicherten sie sich in Belgrad auf der 1000-Meter-Strecke Bronze, während sie über 10.000 Meter Weltmeister wurden. 1979 belegten sie in Duisburg über 1000 Meter den zweiten Platz. Über 10.000 Meter gewann Szabó anschließend im Zweier-Kajak vier weitere Medaillen. 1981 belegte er in Nottingham mit István Joós ebenso den zweiten Platz wie 1983 in Tampere und 1985 in Mechelen jeweils mit István Tóth. 1982 wurde er in Belgrad mit Tóth Dritter.